# 塔英根
塔英根（德語：Thayngen，發音：[ˈtaːɪŋən]）是瑞士沙夫豪森州的市镇，面积11.92平方千米，2018年12月31日人口为5,453人。